# Tabela wymiarów
Tabela wymiarów – jeden z zestawów tabel odnoszących do tabeli faktów w hurtowni danych.
W tabeli faktów klucze obce odnoszą się do kluczy w tabelach wymiarów.
W przeciwieństwie do tabel faktów, tabele wymiarów zawierają atrybuty opisowe (lub pola), które zazwyczaj są polami tekstowymi lub liczbami dyskretnymi, które zachowują się jak tekst. Te atrybuty mają służyć dwóm celom: zapytaniom ograniczającym / filtrowaniu wyników.
Wymiary mogą mieć atrybuty:
- Pełne – etykiety składające się z pełnych słów,
- Opisowe,
- Kompletne – bez brakujących wartości,
- Dyskretne wartości – tylko jedną wartość w każdym wierszu w tabeli wymiarów,
- Gwarantujące jakość – bez błędów ortograficznych.

Wymiary mają unikalne identyfikatory dla każdego wiersza. Zaleca się, aby w polu klucza był prosty typ integer z tego powodu, że inny typ klucza nie ma sensu ponieważ jest on używany tylko do łączenia pól między faktem a tabelą wymiarów.
Korzystanie z kluczy zastępczych wymiaru przynosi kilka korzyści:
- Wydajność – przetwarzanie danych jest znacznie bardziej efektywne, jeśli jeden klucz zastępczego pola jest używany,
- Bufor kluczowych praktyk zarządzania operacyjnego – zapobiega sytuacji, że po usunięciu danych wierszy mogą pojawić się ponownie klucze mogą być ponownie wykorzystane lub przeznaczone po długim okresie uśpienia,
- Mapowanie do integracji różnych źródeł,
- Uchwyt nieznany lub nie dotyczy połączeń,
- Śledzenie zmian w wartościach atrybutów wymiaru.

Zastosowanie zastępczych kluczy niesie ze sobą również dodatkowe koszty związane z obciążeniami nałożonymi na system ETL. Mimo to, przetwarzanie można poprawić a narzędzia ETL mają wbudowane lepsze zastępcze techniki przetwarzania klucza.
Celem tabeli wymiarów jest stworzenie standardowych wymiarów, których upodabnia mogą być współużytkowane przez środowiska hurtowni danych i dołączane do wielu tabel faktów, reprezentujących różne procesy biznesowe.
Wymiary są bardzo ważne dla systemu hurtowni danych / systemu BI z następujących powodów:
- Spójność – w tabeli faktów jest filtrowana konsekwentnie, wyniki zapytania są oznakowane konsekwentnie,
- Integracja – zapytania są w stanie wykonać się dla różnych procesów tabel faktów oddzielnie dla każdej z tabeli faktów, a następnie dołączyć wyniki do wspólnych atrybutów wymiaru,

Z biegiem czasu cechy danego wiersza w tabeli wymiarów mogą ulec zmianie. Na przykład adres wysyłki dla firmy może się zmienić. Strategie radzenia sobie z tego rodzaju zmianami są podzielone na trzy kategorie:
- Typ pierwszy – Po prostu zastąpienie starych wartości.
- Typ drugi – Dodanie nowego wiersza zawierającego nowe wartości.
- Typ trzeci – Dodanie nowego atrybutu do istniejących wierszy.